# Wayne Newton

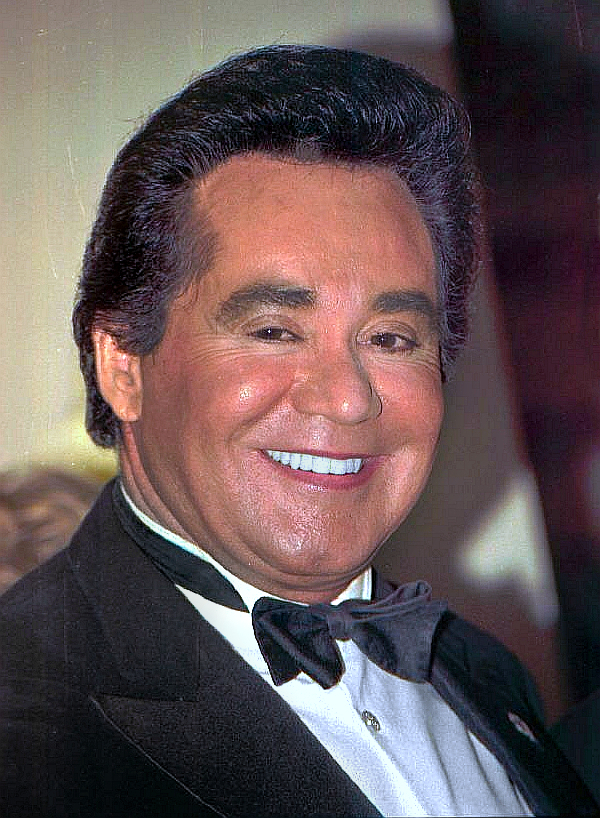
Wayne Newton, 2002

Wayne Carson Newton (* 3. April 1942 in Roanoke, Virginia) ist ein US-amerikanischer Popsänger, Schauspieler und Entertainer, der vor allem mit seinen zahlreichen Shows in Las Vegas bekannt wurde.

## Künstlerische Laufbahn
Newton wuchs zunächst mit seiner Familie, die sowohl englische, deutsche als auch irische, schottische und indigene Wurzeln hatte, in Roanoke (Virginia) auf. Mit sechs Jahren begann er Klavier und Gitarre spielen zu lernen und wirkte bereits regelmäßig in einem Radioprogramm mit. In den ersten Jahren seiner Schulzeit trat er zusammen mit seinem älteren Bruder in mehreren lokalen Musikwettbewerben auf. Zu dieser Zeit lebte er mit seiner Familie in Newark (Ohio), bis sie wegen seiner Asthmaerkrankung 1952 nach Phoenix (Arizona) ziehen musste. Dort bekam er noch als Schüler eine eigene Fernsehshow. Inzwischen beherrschte er über zehn Musikinstrumente, was einen Agenten aus Las Vegas veranlasste, ihn und seinen Bruder zu Showauftritten in Las Vegas zu vermitteln. 1962 nahm er mit seinem Bruder als die „The Newton Brothers“ bei dem kleinen Label George seine erste Single auf. Es folgten Auftritte in US-weiten Fernsehshows, bei denen er die Aufmerksamkeit von Bobby Darin erregte. Dieser produzierte mit den beiden Newton-Brüdern drei Singles bei Capitol Records. Alle drei Platten wurden vom US-Musikmagazins Billboard in die Hitliste Hot 100 aufgenommen, wobei der Bert-Kaempfert-Titel Danke Schoen mit Rang 13 die beste Notierung erhielt.
Ab 1964 erschien Wayne Newtons Name allein auf den Plattenetiketten, nachdem Anfang 1964 schon zwei Singles allein mit Newton bei Challenge Records erschienen waren. Zwar produzierte Capitol bis 1967 18 Singles mit Newton, doch keiner der Titel erreichte die Top 10 der amerikanischen Hitlisten. 1968 wechselte Newton zur Plattenfirma MGM, doch von den sieben Singles fand nur ein Titel Aufnahme in die Hot 100. Mit seiner ersten Veröffentlichung beim Label Chelsea Records 1972 erreichte er seinen größten Plattenerfolg. Der Titel Daddy, Don't You Walk So Fast stieg bei Billboard bis zum Platz vier auf und wurde von der RIAA mit einer Goldenen Schallplatte für über eine Million verkaufter Platten ausgezeichnet. Der Plattenvertrag mit Chelsea lief 1976 aus, danach folgten noch vereinzelte Produktionen bei anderen Plattenfirmen und 1980 hatte Newton mit dem Titel Years seinen letzten Charterfolg (Hot 100/35.).

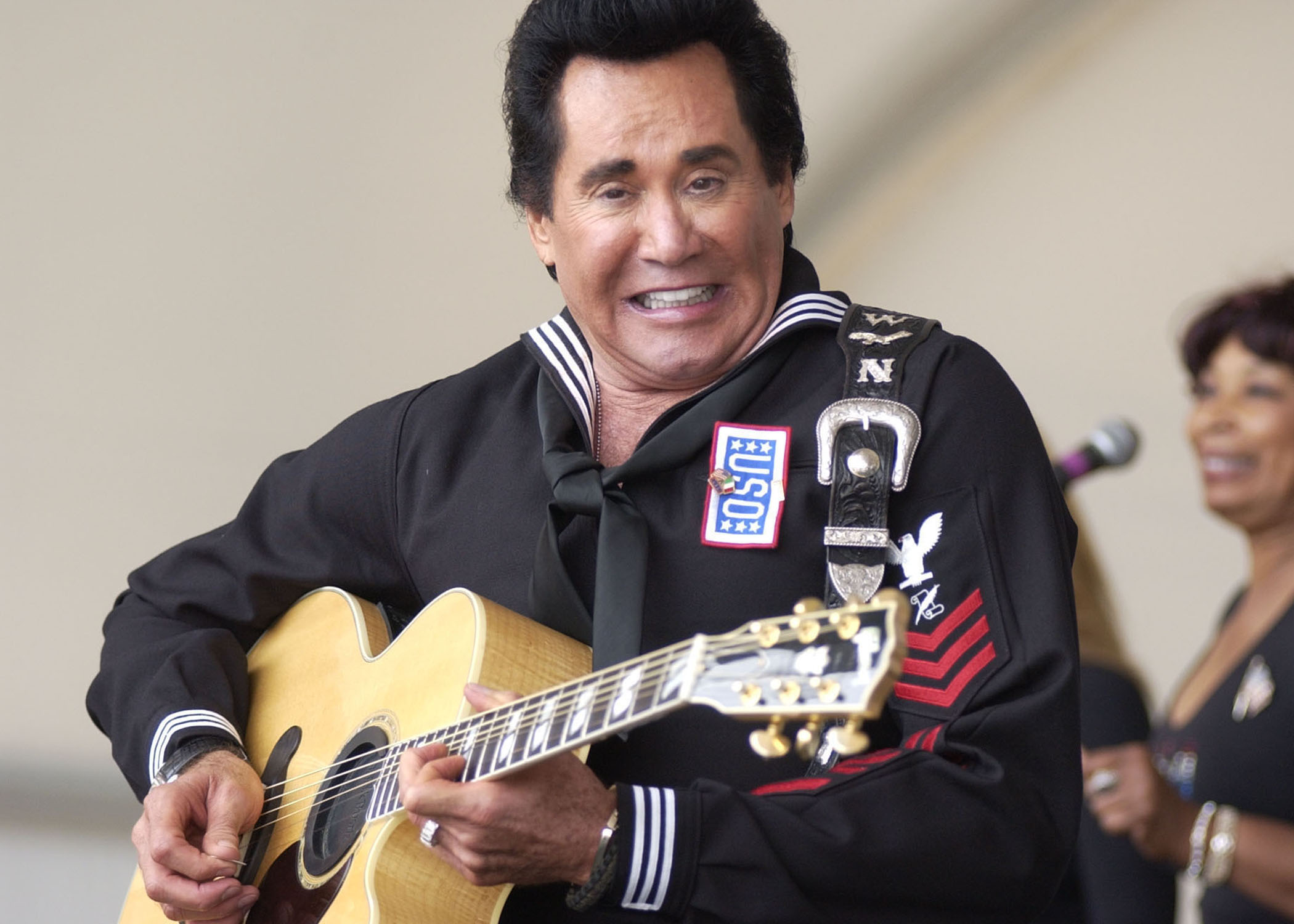
Wayne Newton, 2005

Wesentlich erfolgreicher war Newton mit seinen Shows in Las Vegas. 1994 trat er dort zum 25.000. Mal auf, was ihm das Synonym „Mr. Las Vegas“ einbrachte. Er wurde mehrfach als „Entertainer of the Year“ gekürt und setzte Standards für die Unterhaltungsbranche. 1999 schloss er mit dem Hotelkasino Stardust in Las Vegas einen 10-Jahres-Vertrag ab, der ihm jährlich für 40 Wochen regelmäßige Showauftritte garantierte. Um sich mehr um seine Familie kümmern zu können, kündigte Newton 2005 den Vertrag. Stattdessen startete er im selben Jahr bei der Fernsehstation E! Entertainment Television die Reality-Spielshow The Entertainer.
Nachdem Newton bereits 1966 in den Folgen 230 und 250 der Bonanza-TV-Serie aufgetreten war, übernahm er 1969 in dem Film 80 Steps to Jonah (80 Schritte bis zum Glück) die Hauptrolle. Bis 2013 wirkte er in elf Kinofilmen mit, daneben hatte er zahlreiche Rollen in weiteren Fernsehserien, so auch in mehreren Folgen bei North and South (Fackeln im Sturm).

## Diskografie

### Alben
| Titel                             | Katalog-Nr.  | veröffentl. |
| --------------------------------- | ------------ | ----------- |
| Danke Schoen                      | Capitol 1973 | 1963        |
| Red Roses For A Blue Lady         | Capitol 2335 | 1965        |
| Summer Wind                       | Capitol 2389 | 1965        |
| Wayne Newton - Now!               | Capitol 2445 | 1966        |
| Songs For A Merry Christmas       | Capitol 2588 | 1966        |
| It’s Only The Good Times          | Capitol 2635 | 1967        |
| The Best Of Wayne Newton          | Capitol 2797 | 1967        |
| Walking On New Grass              | MGM 4523     | 1968        |
| One More Time                     | MGM 4549     | 1968        |
| Daddy Don't You Walk So Fast      | Chelsea 1001 | 1972        |
| Can’t You Hear The Song?          | Chelsea 1003 | 1972        |
| Wayne Newton Collectors Series    | Capitol      |             |
| The Best Of Wayne Newton – Now    | Curb         |             |
| Merry Christmas From Wayne Newton | Curb         |             |
| Moods & Moments                   | Curb         | 1992        |
| The Greatest Hits                 | Curb         | 1993        |
| In Person                         | DRG          | 2004        |
| Real Thing                        | Bear Family  | 2004        |
| The Best Of Wayne Newton          | EMI          | 2005        |

* in Deutschland vertrieben

### Singles
| A/B-Seite                                                               | Katalog-Nr.  | veröffentl. |
| ----------------------------------------------------------------------- | ------------ | ----------- |
|                                                                         | George       |             |
| Calorie Date / The Little White Cloud That Cried (and The Newton Bros.) | 7777         | 1962        |
|                                                                         | Capitol      |             |
| Heart / So Long Lucy (and The Newton Bros.)                             | 4920         | 2.1963      |
| Danke Schöen / Better Now Than Later (and The Newton Bros.)             | 4989         | 6.1963      |
| Shirl Girl / Someone’s Ahead of You (and The Newton Bros.)              | 5058         | 10.1963     |
| Dream Baby / I’m Looking Over a Four Leaf Clover                        | 5124         | 2.1964      |
| Bill Bailey / When The Saints Go Marching In                            | 5171         | 4.1964      |
| Only You / Too Late to Meet                                             | 5203         | 6.1964      |
| Comin’ On Too Strong / Looking Through a Tear                           | 5338         | 12.1964     |
| Red Roses for a Blue Lady / One More Memory                             | 5366         | 1.1965      |
| Apple Blossom Time / Laura Lee                                          | 5419         | 5.1965      |
| Summer Wind / I’ll Be Standing By                                       | 5470         | 7.1965      |
| Remember When / Keep the Lovin’ Feeling                                 | 5514         | 9.1965      |
| Some Sunday Morning / A Little Bit of Heaven                            | 5553         | 12.1965     |
| You Just Don’t Know / After the Laughter                                | 5578         | 2.1966      |
| Stagecoach to Cheyenne / Somebody to Love                               | 5643         | 5.1966      |
| Excuse Me Baby / How Loud a Sound                                       | 5692         | 7.1966      |
| Games That Lovers Play / Half a World Away                              | 5754         | 10.1966     |
| How D’Ya Talk To A Girl / Happy Is Gone                                 | 5793         | 11.1966     |
| If I Only Had a Song To Sing / Sunny Day Girl                           | 5842         | 2.1967      |
| Dream Street Rose / Summer Colors                                       | 5954         | 7.1967      |
| Through the Eyes of Love / Just a Memory                                | 5993         | 1967        |
| Love of the Common People / It’s Still Loving You                       | 2016         | 10.1967     |
| Up Here in a Tree / Fallin’                                             | 2917         | 9.1970      |
| For the Good Times / Little Dreamer                                     | 2980         | 12.1970     |
| Apartment 21 / Me and My Bobby McGee                                    | 3044         | 1971        |
| Remember the Good Times / Good Morning Dear                             | 3118         | 1971        |
| I Ain’t That Easy to Love / Leavin’ Ya Going My Way                     | 3189         | 1971        |
| Just a Memory / Higher Ground                                           | 3241         | 1971        |
|                                                                         | Challenge    |             |
| I Still Love You / I Want to Mean Everything to You                     | 59228        | 1.1964      |
| The Little White Cloud That Cried / Born When You Kissed Me             | 59238        | 4.1964      |
|                                                                         | MGM          |             |
| All the Time / Like Everything Else                                     | 13891        | 1.1968      |
| Remembering / Angelica                                                  | 13936        | 5.1968      |
| Dreams of the Everyday Housewife / The Tip of My Fingers                | 13955        | 6.1968      |
| Town and Country / The Silence Says                                     | 13993        | 9.1968      |
| Everything’s in Love Today / The Silence Says                           | 14046        | 3.1969      |
| The Lord Must Be in New York City / For the First Time                  | 14083        | 9.1969      |
| With Pen in Hand / Town and Country                                     | 14430        | 1972        |
|                                                                         | Chelsea      |             |
| Daddy Don't You Walk So Fast / Echo Valley 2-6809                       | 0100         | 4.1972      |
| Can't You Hear the Song / You Don’t Have to Ask                         | 0105         | 9.1972      |
| While We're Still Young (Mono) / While We're Still Young (Stereo)       | 0116         | 2.1973      |
| Help Me Help You (Mono) / Help Me Help You (Stereo)                     | 0124         | 5.1972      |
| Pour Me a Little More Wine / May The Road Rise to Meet You              | 0091         | 9.1973      |
| Lady Lay / Walking in the Sand                                          | 3003         | 10.1974     |
| All Alone Am I / You Don’t Have to Ask                                  | 3018         | 5.1975      |
| Run to Me / Lady Lonely                                                 | 3028         | 9.1975      |
| The Hungry Years / In Dreams                                            | 3041         | 4.1976      |
| A Wonderful Christmas / Jingle Bell Hustle                              | 3058         | 11.1976     |
|                                                                         | Warner Bros. |             |
| I Want You with Me / Midnight Sun                                       | 8415         | 7.1977      |
|                                                                         | 20th Century |             |
| Hold Me Like You Never Had Me / Housewife                               | 2393         | 11.1978     |
|                                                                         | Aries II     |             |
| You Stepped Into My Life / She Believes in Me                           | 101          | 8.1979      |
| I Apologize / It’s Nice to Be With You                                  | 107          | 11.1979     |
| Years / Rhythm Rhapsody                                                 | 108          | 1.1980      |

## Chartplatzierungen

### Alben
| Jahr | Titel                        | Höchstplatzierung, Gesamtwochen, AuszeichnungChartsChartplatzierungen (Jahr, Titel, Platzierungen, Wochen, Auszeichnungen, Anmerkungen) | Anmerkungen |
| Jahr | Titel                        | US | Anmerkungen |
| ---- | ---------------------------- | --- | ----------- |
| 1963 | Danke Schoen                 | US55 (9 Wo.)US |             |
| 1965 | Red Roses For A Blue Lady    | US17 (20 Wo.)US |             |
| 1965 | Summer Wind                  | US114 (6 Wo.)US |             |
| 1966 | Wayne Newton – Now!          | US80 (21 Wo.)US |             |
| 1967 | It’s Only The Good Times     | US131 (13 Wo.)US |             |
| 1967 | The Best Of Wayne Newton     | US194 (4 Wo.)US |             |
| 1968 | One More Time                | US186 (5 Wo.)US |             |
| 1968 | Walking On New Grass         | US196 (3 Wo.)US |             |
| 1972 | Daddy Don’t You Walk So Fast | US34 (21 Wo.)US |             |
| 1973 | Can’t You Hear The Song?     | US164 (11 Wo.)US |             |

### Singles
| Jahr | Titel Album                                                      | Höchstplatzierung, Gesamtwochen, AuszeichnungChartsChartplatzierungen (Jahr, Titel, Album, Platzierungen, Wochen, Auszeichnungen, Anmerkungen) | Anmerkungen |
| Jahr | Titel Album                                                      | US | Anmerkungen |
| ---- | ---------------------------------------------------------------- | --- | ----------- |
| 1963 | Heart! (I Hear You Beating)                                      | US82 (4 Wo.)US |             |
| 1963 | Danke Schoen                                                     | US13 (12 Wo.)US |             |
| 1963 | Shirl Girl                                                       | US58 (7 Wo.)US |             |
| 1964 | The Little White Cloud That Cried                                | US99 (2 Wo.)US |             |
| 1965 | Comin’ On Too Strong                                             | US65 (5 Wo.)US |             |
| 1965 | Red Roses For A Blue Lady                                        | US23 (9 Wo.)US |             |
| 1965 | I’ll Be With You In Apple Blossom Time Red Roses For A Blue Lady | US52 (6 Wo.)US |             |
| 1965 | Summer Wind                                                      | US78 (4 Wo.)US |             |
| 1965 | Remember When                                                    | US69 (4 Wo.)US |             |
| 1966 | Games That Lovers Play It’s Only The Good Times                  | US86 (6 Wo.)US |             |
| 1968 | Dreams Of The Everyday Housewife                                 | US60 (7 Wo.)US |             |
| 1972 | Daddy Don’t You Walk So Fast                                     | US4 Gold · (20 Wo.)US |             |
| 1972 | Can’t You Hear The Song?                                         | US48 (8 Wo.)US |             |
| 1972 | Anthem Can’t You Hear The Song?                                  | US65 (5 Wo.)US |             |
| 1976 | The Hungry Years Tomorrow                                        | US82 (4 Wo.)US |             |
| 1979 | You Stepped Into My Life Night Eagle 1                           | US90 (8 Wo.)US |             |
| 1980 | Years                                                            | US35 (13 Wo.)US |             |

## Filmografie (Auswahl)
| Erscheinungsjahr | Titel | Rolle                    |
| ---------------- | --- | ------------------------ |
| 1966             | Bonanza (TV) Staffel 7, Folge 230, (The unwritten commandment) und Staffel 8, Folge 250, Der Manager (A christmas story) | Andy Walker              |
| 1968             | Here's Lucy (TV) | Er selbst                |
| 1969             | 80 Steps to Jonah (80 Schritte bis zum Glück)                                                                            | Mark Jonah Winters       |
| 1979             | Vega$ (TV) | Er selbst / Justin Marsh |
| 1986             | North and South (Fackeln im Sturm - TV)                                                                                  | Captain Thomas Turner    |
| 1989             | Licence to Kill (James Bond 007 – Lizenz zum Töten)                                                                      | Professor Joe Butcher    |
| 1990             | The Adventures of Ford Fairlane (Ford Fairlane – Rock ’n’ Roll Detective)                                                | Julian Grendel           |
| 1991             | The Dark Backward | Jackie Chrome            |
| 1993             | Best of the Best 2 (Der Unbesiegbare - Best of the Best)                                                                 | Weldon                   |
| 1994             | Tales from the Crypt: The Pit (Geschichten aus der Gruft – Der Todeskäfig; Staffel 6, Episode 7)                         | Wink Barnum              |
| 1995             | Night of the Running Man                                                                                                 | August Gurino            |
| 1997             | Vegas Vacation (Die schrillen Vier in Las Vegas)                                                                         | Er selbst                |
| 2001             | Ocean’s Eleven | Er selbst                |
| 2004             | Eine himmlische Familie (TV) Staffel 9, Folge 11                                                                         | Er selbst                |
| 2011             | Hoodwinked Too! (Das Rotkäppchen-Ultimatum)                                                                              | Jimmy                    |
| 2011             | 40 West | Sankey                   |
| 2013             | Getting Back to Zero | Bruce                    |
| 2022             | Hacks (Fernsehserie, 1 Episode)                                                                                          | Er selbst                |

## Computerspiele
Wayne Newton sprach den Radiomoderator „Mr. New Vegas“ im Rollenspiel Fallout: New Vegas.